# 聖克魯斯區 (瓜納卡斯特省)

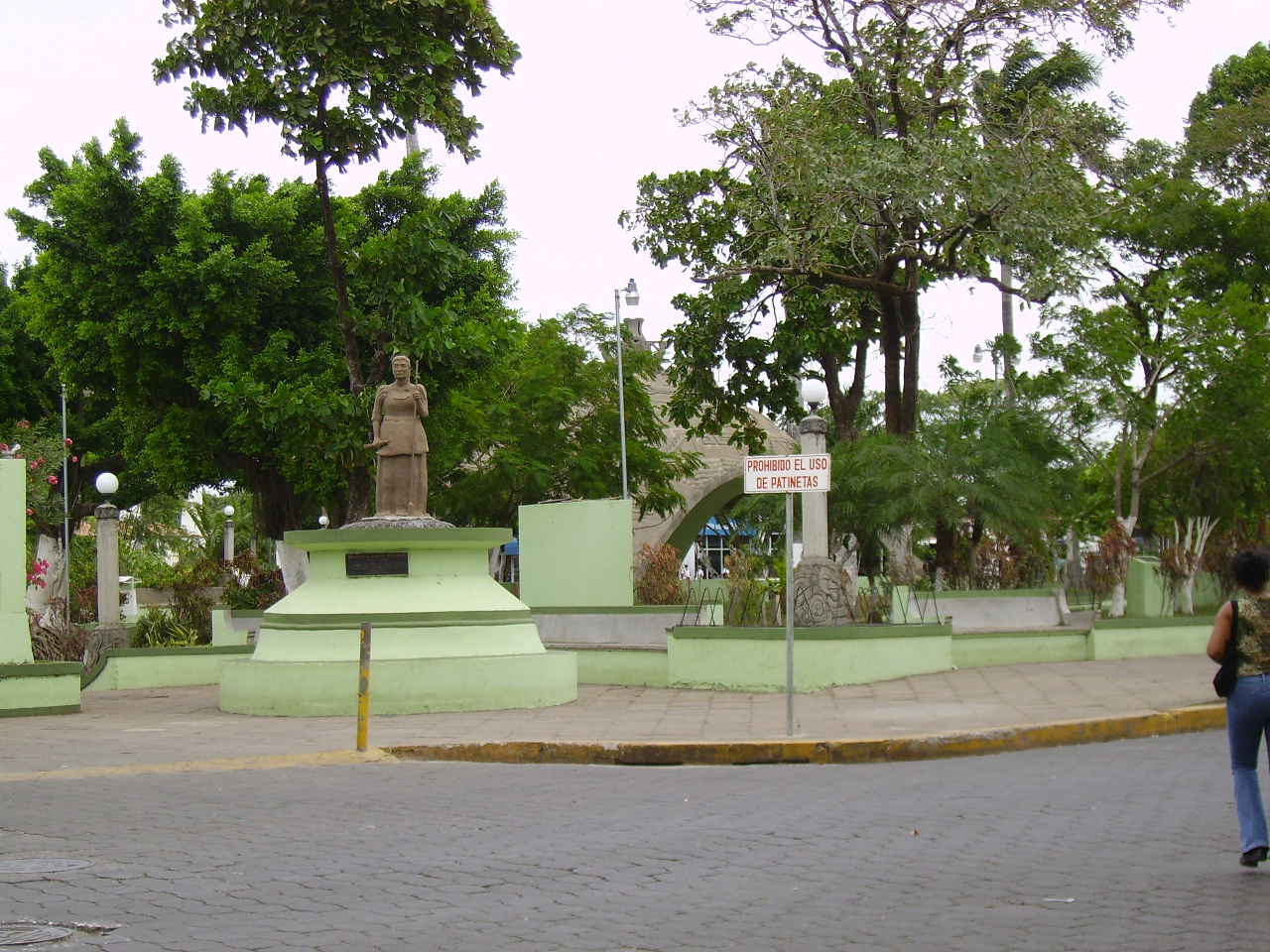

聖克魯斯區（西班牙語：Santa Cruz），是哥斯達黎加的一個區，位於該國西北部瓜納卡斯特省，處於尼科亞半島西南面的平原，始建於1782年，海拔高度42米，2011年人口21,544。